# Ingrid Gamstorp
Ingrid Gamstorp, född 7 december 1924 i Lund, död 26 december 2007 i Uppsala, var en svensk läkare och professor i barnneurologi. Hon har kallats ”den svenska barnneurologins moder” sedan hon 1972 blev kallad till en nyinrättad professur i ämnet vid Uppsala universitet.

## Biografi
Ingrid Gamstorp föddes som nummer två av tre barn till borgmästaren i Lund Pehr Gamstorp och hans hustru Greta, född Alsén. Familjen var urskånsk och Ingrid Gamstorp var alltid mycket noga med att framhålla sitt skånska påbrå.
Ingrid Gamstorp tog studentexamen på reallinjen vid Katedralskolan i Lund 1942. Hon började sedan studera medicin vid Lunds universitet där hon blev medicine kandidat 1945. Som uttryck för ett tidigt engagemang för rätt och fel, samt för människor som farit illa, arbetade Ingrid Gamstorp under sin tid som medicine kandidat aktivt i Röda Korset i Lund och tog hand om frigivna koncentrationslägerfångar från Auschwitz och Bergen-Belsen. År 1949 blev hon klar med sin medicine licentiatexamen. Under somrarna 1948 och 1949 arbetade hon några månader som underläkare vid Sankt Lars sjukhus i Lund. Därefter vidtog tjänstgöring vid medicinkliniken i Helsingborg där hon hade vuxna patienter. Ingrid Gamstorp var dock tidigt inriktad på att bli barnläkare och sökte sig till barnkliniken i Kristianstad. Där träffade hon också den patient som blev startpunkten för hennes forskningsprojekt om den sjukdom som fått hennes namn, adynamia episodica hereditaria eller ”Morbus Gamstorp” (Gamstorps sjukdom). Numera går sjukdomen under namnet hyperkalemisk periodisk paralys. För att kunna bedriva sitt forskningsarbete och få bättre laboratorieresurser återvände hon 1954 som underläkare till barnkliniken i Lund och till medicinska fakulteten vid Lunds universitet. Klinikchef var då professor Sture Siwe.

### Disputation
Adynamia episodica hereditaria är en dominant ärftlig sjukdom med varierande penetrans och består i plötsligt påkommande attacker av varierande grad av förlamning, framförallt i muskulaturen i armar, ben och bål. Andningsmuskulaturen och kranialnervsinnerverad muskulatur är mer sällan påverkad. Attackerna är kortvariga, spontant övergående och är alltid över på mindre än en timme. De kommer alltid i vila efter fysisk ansträngning och är mer uttalade i fuktig och kall väderlek. Sjukdomen debuterar oftast före tio års ålder. Hos någon enstaka patient sker debuten först i trettioårsåldern. Hos barn kommer attackerna ofta flera gånger dagligen och majoriteten av patienterna har minst en attack i veckan. Under tonåren och i tidig vuxen ålder är attackerna mest besvärande varefter symtomen ofta glesar ut och blir mindre bekymmersamma. I samband med en attack noteras oftast ett förhöjt kaliumvärde i patientens serum. Eftersom attackerna är kortvariga, spontant övergående och många gånger inte särskilt kraftiga behövs ingen medicinering. Däremot finns medicin att ta för att förebygga en attack.
Ingrid Gamstorp lyckades identifiera två släkter hemmahörande i nordöstra delen av Kristianstads län respektive nordvästra delen av Blekinge län med sjukdomen. I kyrkböckerna kunde den ena släkten spåras tillbaka till sekelskiftet 1700 och den andra till början av 1800-talet. Gamstorp kunde identifiera 138 personer med sjukdomen och beskrev deras symtomatologi samtidigt som hon påvisade ett förhöjt kaliumvärde hos de flesta av dem i samband med en attack. År 1956 försvarade Gamstorp sin avhandling för medicine doktorsgrad, monografin Adynamia episodica hereditaria, framlagd vid Lunds universitet. Avhandlingen fick Svenska Läkaresällskapets pris som 1956 års bästa. År 1957 blev hon docent i pediatrik vid samma lärosäte. 

### Karriär
Efter disputationen arbetade Gamstorp kvar vid barnkliniken i Lund som amanuens och underläkare, men 1958 fick hon ett stipendium som Jerry Lewis Fellow till Harvard Medical School och Massachusetts General Hospital. Hon vistades därför två år i USA, framför allt i Boston, men även ett par månader i Salt Lake City åren 1959–1960. I januari 1961 återvände hon till Lund och var då en av Sveriges bäst utbildade barnneurologer. År 1962 fick hon en tjänst som biträdande överläkare och ägnade sig därefter främst åt barn med neurologiska problem. Hon upplevde emellertid att intresset för barnneurologi inte var särskilt stort hos klinikledningen i Lund. År 1967 sade hon upp sig då hon erbjudits en tjänst som överläkare och klinikchef vid barnkliniken i Jönköping. Gamstorp har vid något tillfälle sagt att detta var den lyckligaste tiden i hennes liv, då hon fick driva den barnmedicinska verksamheten vid ett stort centrallasarett och kliniskt ägna sig åt barnneurologi och då framförallt neuromuskulära sjukdomar.
Den första professuren i barnneurologi i Sverige inrättades 1972 vid Uppsala universitet. Professuren var kombinerad med en överläkartjänst i ämnet och Gamstorp kallades till tjänsten. Samma år flyttade hon därför till Uppsala. Professuren och överläkartjänsten hade hon till sin pensionering 1989 och hon bodde kvar i Uppsala till sin död 2007.
Ingrid Gamstorp skrev nära 100 vetenskapliga artiklar som publicerades i internationella och svenska medicinska tidskrifter. Hon skrev även en lärobok i barnneurologi med titeln Paediatric Neurology, utgiven 1985. Hon var även en av redaktörerna till en bok med titeln Progressive spinal muscular atrophies, utgiven 1984. Under tiden i Uppsala var Gamstorp också mycket intresserad av undervisning och tog aktiv del i undervisningen av medicine kandidater, blivande barnneurologer och övrig sjukvårdspersonal. Med åren blev hon också allt mer intresserad av medicinsk etik och hur man informerar föräldrar och barn om svåra sjukdomar och död samt hur man bemöter människor i kris. Som kliniker och diagnostiker fick hon ett stort nationellt och internationellt erkännande. Hon var ofta inbjuden som föreläsare och konsult i komplicerade fall. Hennes sätt att undersöka barn blev berömt både i Sverige och utomlands. Trots denna arbetsinsats permanentades inte professuren när hon pensionerades.
Gamstorp var en person med stark personlig integritet och  hon inte drog sig för att säga sin mening och ta ställning. Hon var också en person som ingav stor respekt. Sina kollegiala svårigheter berörde Gamstorp själv i sin avskedsföreläsning i Uppsala 1989, där hon beskrev sig som en rund plugg i ett fyrkantigt hål. Hon hävdade att hon var pluggen och medicinska fakultetens övervägande manliga företrädare var det fyrkantiga hålet. Som svar på föreläsningen reste sig Uppsala universitets rektor Stig Strömholm upp och sa: ”syster vi har felat”.

### Sista åren
År 1989 var Gamstorp promotor för promovendi vid medicinska fakulteten i Uppsala och 2006 promoverades hon till medicine jubeldoktor i Lund. Ingrid Gamstorp tillbringade sin lediga tid på den danska ön Samsø. Hon avled 2007, 83 år gammal, i Uppsala. Begravningsgudstjänst hölls i Helga Trefaldighets kyrka i Uppsala och sedan en minnesceremoni i Lund innan hon gravsattes i familjegraven på Norra kyrkogården i Lund.